# Antoine Innocent Blaviel
Antoine Innocent Blaviel, né à Cajarc (Quercy) le 9 février 1757, mort à Cajarc (Lot) le 25 août 1842, est membre de la Convention et député au Conseil des Cinq-Cents.

## Biographie
Antoine Innocent Blaviel naît le 9 février 1757 à Cajarc. Il est le fils d'Innocent Blaviel, avocat et premier consul, et de son épouse, Marie Salingardes. 
Il est homme de loi avant la Révolution, est nommé, le 6 septembre 1791, administrateur du département du Lot, et élu, le 7 septembre 1792, par le même département, député suppléant à la Convention, à la pluralité des voix.
Son mandat prend effet le 11 mars 1793 au décès de Jean-Baptiste Cayla. Il n'a donc pas pu participer au vote lors du procès de Louis XVI comme l'indique par erreur le Dictionnaire de Robert et Cougny. 
Il suit le parti de la Gironde, proteste le 6 juin 1793 contre la journée du 31 mai, est arrêté avec 73 de ses collègues, et détenu à Paris, puis remis en liberté après le 9 thermidor, et réintégré à la Convention. Le 23 vendémiaire an IV le département du Lot l'élit député au Conseil des Cinq-cents, par 290 voix ; il y reste jusqu'au renouvellement de 1798, et rentre dans la vie privée.
Il meurt le 25 août 1842 à Cajarc.

## Mandats
- 11/03/1793 - 26/10/1795 : Lot – Girondins
- 15/10/1795 - 20/05/1798 : Lot

## Publications
- Convention nationale. Opinion du citoyen Blaviel, etc. sur la motion... tendant à faire décréter les articles constitutionnels avant la déclaration des droits... le 17 avril. (Paris,) : Impr. nationale, (s. d.). In-8°, 4 p.
- Convention nationale. Projet de déclaration des droits des peuples, pour servir de base à la Constitution française, présenté par le citoyen Blaviel... 1er mai 1793... (Paris,) : Impr. nationale, (s. d.). In-8°, 8 p.
- Convention nationale. Réflexions préliminaires sur la Constitution française et sur l'organisation d'un gouvernement populaire, présentées à la Convention nationale par le citoyen Blaviel, etc. le 13 mai 1793... (Paris,) : Impr. nationale, (s. d.). In-8°, 10 p.

## Sources
- Fiche de l’Assemblée nationale
- Dictionnaire des parlementaires français par Adolphe Robert, Edgar Bourloton et Gaston Cougny, tome 1, A-Cay, Bourloton éditeur, Paris, 1889.